# Spigelia loganioides
Spigelia loganioides là một loài thực vật có hoa trong họ Mã tiền. Loài này được (Torr. & A. Gray) A. DC. miêu tả khoa học đầu tiên năm 1845.